# Anuario Luis Herrera Solís
Anuario Luis Herrera Solís es un político mexicano miembro del Partido del Trabajo. Nació en Amatenango de la Frontera, Chiapas el 2 de diciembre de 1959. Estudió en la Escuela Normal Superior de Chiapas y tiene una Especialidad en Lengua y Literatura. Es Licenciado en Derecho por el Instituto de Estudios Superiores, Contables y Administrativos del Sureste. Fue maestro de Educación Primaria en diferentes comunidades y municipios de Chiapas. Fue diputado en la LX Legislatura del Congreso de la Unión de México. 